# Romarin
Romarin is een gehucht van het tot de West-Vlaamse gemeente Heuvelland behorende dorp Nieuwkerke.
Romarin ligt aan de Belgische kant van de Belgisch-Franse grens op een hoogte van ongeveer 20 meter.
Romarin is vooral bekend door het Maple Leaf Cemetery, een militaire begraafplaats met gesneuvelden uit de Eerste Wereldoorlog.

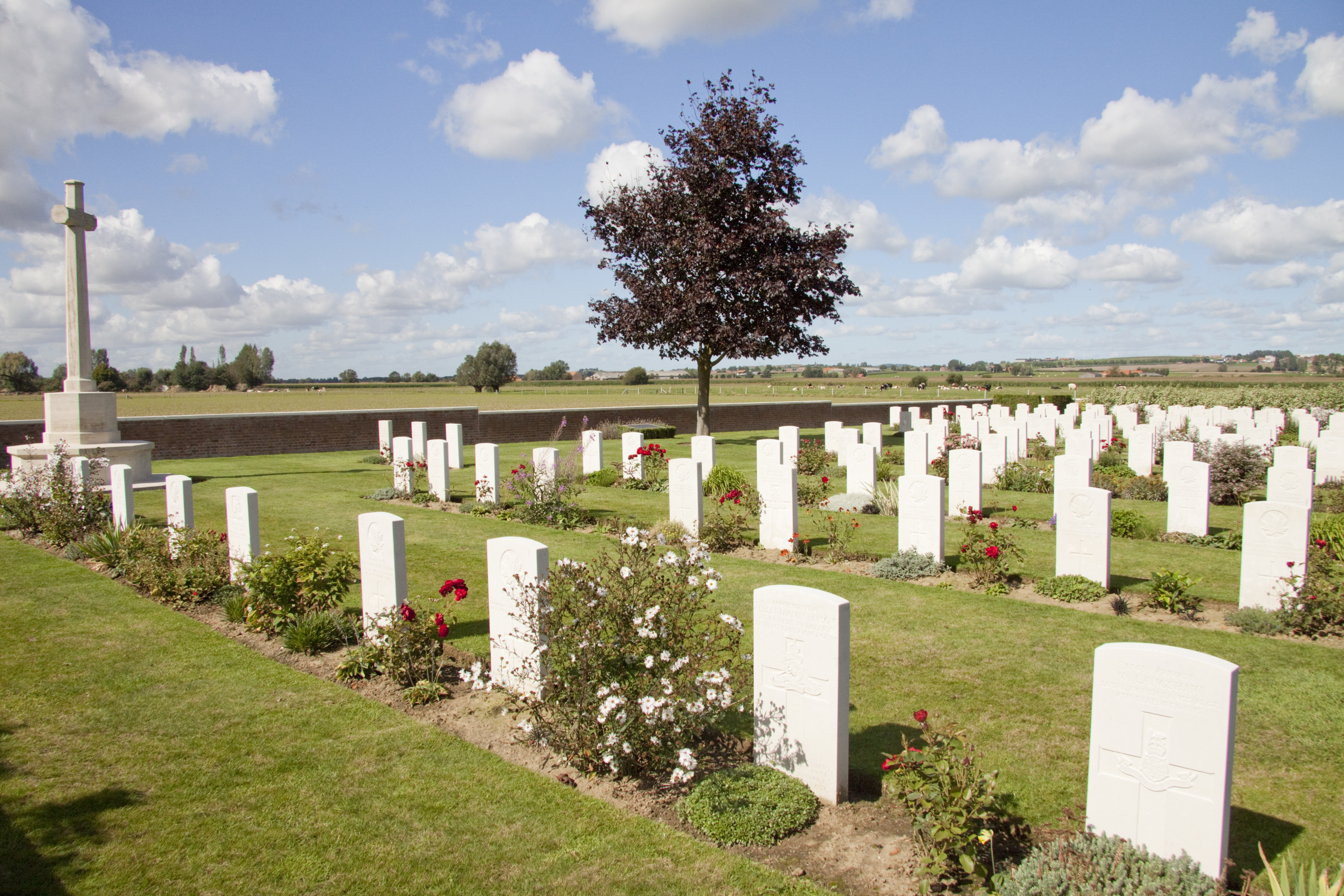
Maple Leaf Cemetary bij Romarin

Vanuit Romarin lopen wegen naar Nieuwkerke, Ploegsteert, Niepkerke en Clef de Hollande.

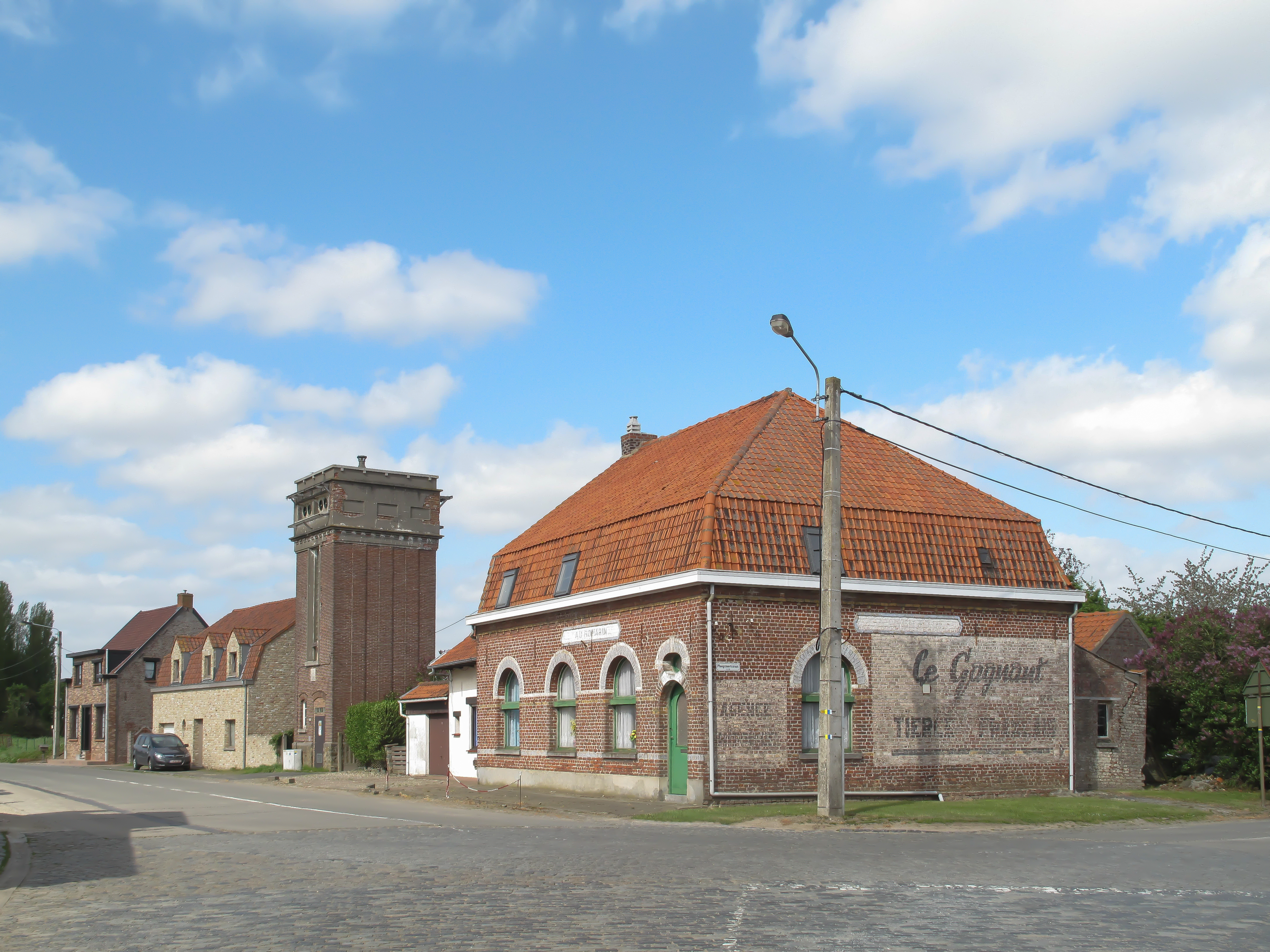
Zicht op Romarin

Deelgemeenten: Dranouter · Kemmel · Loker · Nieuwkerke · Westouter · Wijtschate · Wulvergem 

Overige plaatsen: De Klijte · De Seule (deels) · Romarin

Belgische gemeenten · Arrondissement Ieper · West-Vlaanderen · Vlaanderen